# Déjà loué!
Déjà loué! es una película del año 2004.

## Sinopsis
Claire Legrand trabaja en una inmobiliaria. Guapa, inteligente, dinámica está a punto de firmar un contrato indefinido con una prestigiosa agencia parisina. Hoy es su último día de prueba. Está muy nerviosa...